# Andrzej Rojewski
Andrzej Zdzisław Rojewski (niem. Andreas Rojewski) (ur. 20 sierpnia 1985 w Wejherowie) — były polski i niemiecki piłkarz ręczny, grający na pozycji prawego rozgrywającego.

## Życiorys

### Kariera reprezentacyjna
W wieku 4 lat wyjechał z rodzicami na stałe do Niemiec. Początkowo występował w kadrze tego kraju, zdobywając wicemistrzostwo Europy juniorów w 2003 r. oraz młodzieżowe mistrzostwo Europy (U-19) w 2004 r. W latach 2008–2013 w reprezentacji Niemiec seniorów rozegrał 6 spotkań zdobywając 12 bramek, wyłącznie w meczach towarzyskich.
W reprezentacji Polski seniorów zadebiutował 30 października 2014 w meczu z Tunezją. W 2015 r. osiągnął swój największy sukces, zdobywając brązowy medal mistrzostw świata. We wrześniu 2015 r. przeszedł operację kolana, co pozbawiło go szans na udział w mistrzostwach Europy w 2016.

### Kariera klubowa
Treningi rozpoczął w zespole VFL Fredenbeck w wieku 10 lat, w 2001 r. został zawodnikiem juniorskiej drużyny SC Magdeburg. W seniorskiej drużynie SC Magdeburg zadebiutował w 2003 r.. W 2007 r. zdobył z nią Puchar EHF, w 2016 r. Puchar Niemiec. W latach 2016–2019 był zawodnikiem SC DHfK Leipzig.

## Sukcesy

### Reprezentacyjne
- Wicemistrzostwo Europy juniorów (2003) – z reprezentacją Niemiec
- Młodzieżowe mistrzostwo Europy juniorów (2004) — z reprezentacją Niemiec
- Brązowy medal Mistrzostw Świata (2015) — z reprezentacją Polski

### Klubowe
- Puchar EHF  (2007)
- Puchar Niemiec (2016)

## Odznaczenia
- Srebrny Krzyż Zasługi (M.P. z 8.04.2015, poz. 317)